# ملعب شيشرون
ملعب شيشرون هو ملعب متعدد الاستخدام يقع في أسمرة عاصمة إرتريا , تم افتتاحه في سنة 1958 .
غالبا ما يتم استخدامه لمباريات كرة القدم . 
يسع الملعب لجلوس 20 ألف متفرج . يعتبر الملعب الرسمي الذي يخوض فيه نادي البحر الأحمر مبارياته .